# Kondasettihalli, Malur
Kondasettihalli là một làng thuộc tehsil Malur, huyện Kolar, bang Karnataka, Ấn Độ.